# Пустовійтівська сільська рада (Роменський район)
Пустові́йтівська сільська́ ра́да — колишній орган місцевого самоврядування в Роменському районі Сумської області. Адміністративний центр — село Пустовійтівка.

## Загальні відомості
- Населення ради: 3 331 особа (станом на 2001 рік)

## Населені пункти
Сільській раді підпорядковані населені пункти:
- с. Пустовійтівка
- с. Вовківці
- с. Герасимівка
- с. Зінове
- с. Правдюки
- с. Скрипалі
- с. Шилівське

## Склад ради
Рада складається з 20 депутатів та голови.
- Голова ради: Пронь Петро Миколайович
- Секретар ради: Шокота Ганна Григорівна

### Керівний склад попередніх скликань
| Прізвище, ім'я, по батькові | Основні відомості                                                         | Дата обрання | Дата звільнення |
| --------------------------- | ------------------------------------------------------------------------- | ------------ | --------------- |
| Пронь Петро Миколайович     | Сільський голова, 1954 року народження, освіта вища, безпартійний         | 26.03.2006   | 31.10.2010      |
| Пронь Петро Миколайович     | Сільський голова, 1954 року народження, освіта вища, член Партії регіонів | 31.10.2010   |                 |

Примітка: таблиця складена за даними сайту Верховної Ради України